# Félix Dujardin
Félix Dujardín (Tours 5 de abril de 1801- Rennes, 8 de abril de 1860) fue un médico, naturalista, geólogo, y zoólogo francés.

## Biografía
Es uno de los primeros microscopistas de la vida animal; en 1834 propuso un nuevo grupo de organismos unicelulares denominándolos Rhizopoda. Este nombre luego lo cambió a Protozoa. Y fue quien refutó al naturalista Christian Gottfried Ehrenberg (1795–1876) el concepto de que los organismos microscópicos son similares a los animales superiores. En 1835 este científico francés, descubrió que las células no eran huecas (como lo había determinado Hooke en sus observaciones sobre el corcho) sino que estas a su vez estaban constituidas por una sustancia gelatinosa.
En Foraminifera, describe la sustancia denominada sarcode; con la cual nace el nombre de protoplasma acuñado por Hugo von Mohl (1805-1872). Dujardin también fue investigador de otros invertebrados, incluso equinodermos, helmintios y cnidarios.

## Obra
- 1824. Demuestra la existencia de la célula en tejido vegetal y animal.

- 1837. Mémoire sur les couches du sol en Touraine et descriptions des coquilles de la craie des faluns Archivado el 6 de marzo de 2014 en Wayback Machine.

- 1841. Histoire naturelle des zoophytes. Infusoires, comprenant la physiologie et la classification de ces animaux, et la manière de les étudier à l'aide du microscope

- 1842. Nouveau manuel de l'observateur au microscope

- 1845. Histoire naturelle des helminthes ou vers intestinaux. xvi, 654+15 pp. + Planchas

- 1862. Histoire naturelle des zoophytes échinodermes : comprenant la description des crinoïdes, des ophiurides, des astérides, des échinides et des holothurides. Librairie encyclopédique de Roret, París doi:10.5962/bhl.title.10122

- 1850. Mémoire sur le système nerveux des insectes. Ann. des sciences naturelles. Zoologie (Unterreihe) 3° serie, vol. 14 pp. 195–206

## La apicultura
Friedrich Karl Christian Ludwig Büchner en su libro Fuerza y materia, comenta: Léase lo que refiere Dujardin sobre la inteligencia de las abejas.

Cítase con frecuencia el lenguaje como rasgo característico que distingue al hombre del animal, añadiendo que es el abismo que media entre ambos. Los que presentan esta objeción no saben ciertamente que los animales también hablan. Hay una porción de ejemplos que prueban que los animales poseen en el más alto grado la facultad de comunicarse sus ideas, aun sobre cosas enteramente concretas. Dujardín colocó en el hueco de una pared, y muy lejos de las colmenas, un vaso con azúcar. Una sola abeja que había descubierto este tesoro grabó en su memoria el estado de sitio, volando alrededor de los bordes del hueco y tocándolos con la cabeza; después de este examen, marchóse volando y volvió con un enjambre de compañeras que se echaron sobre el azúcar. ¿No se habían hablado estos animales? Infinitos ejemplos demuestran que las aves se comunican detalladamente una porción de cosas, se conciertan. Fraviere, en su obra sobre las abejas y su educación, refiere las cosas más extraordinarias, descubiertas por una observación minuciosa sobre [226] el lenguaje y la facultad de comunicarse de estos insectos. El medio empleado por los camellos para colocar centinelas y avisarse de la proximidad del peligro, demuestra también plenamente aquella facultad. Es indudable que no han podido existir cazadores de camellos antes de existir estos. ¿Han aprendido, pues, por mero instinto a tomar semejantes precauciones? Muchos animales que viven asociados eligen un guía y se ponen voluntariamente a sus órdenes. ¿Puede acontecer esto sin haber comunicaciones por ambas partes?.

- La abreviatura «Dujard.» se emplea para indicar a Félix Dujardin como autoridad en la descripción y clasificación científica de los vegetales.[1]

## Abreviatura (zoología)
La abreviatura Dujard.  se emplea para indicar a Félix Dujardin como autoridad en la descripción y taxonomía en zoología.